# Cemitério dos Prazeres

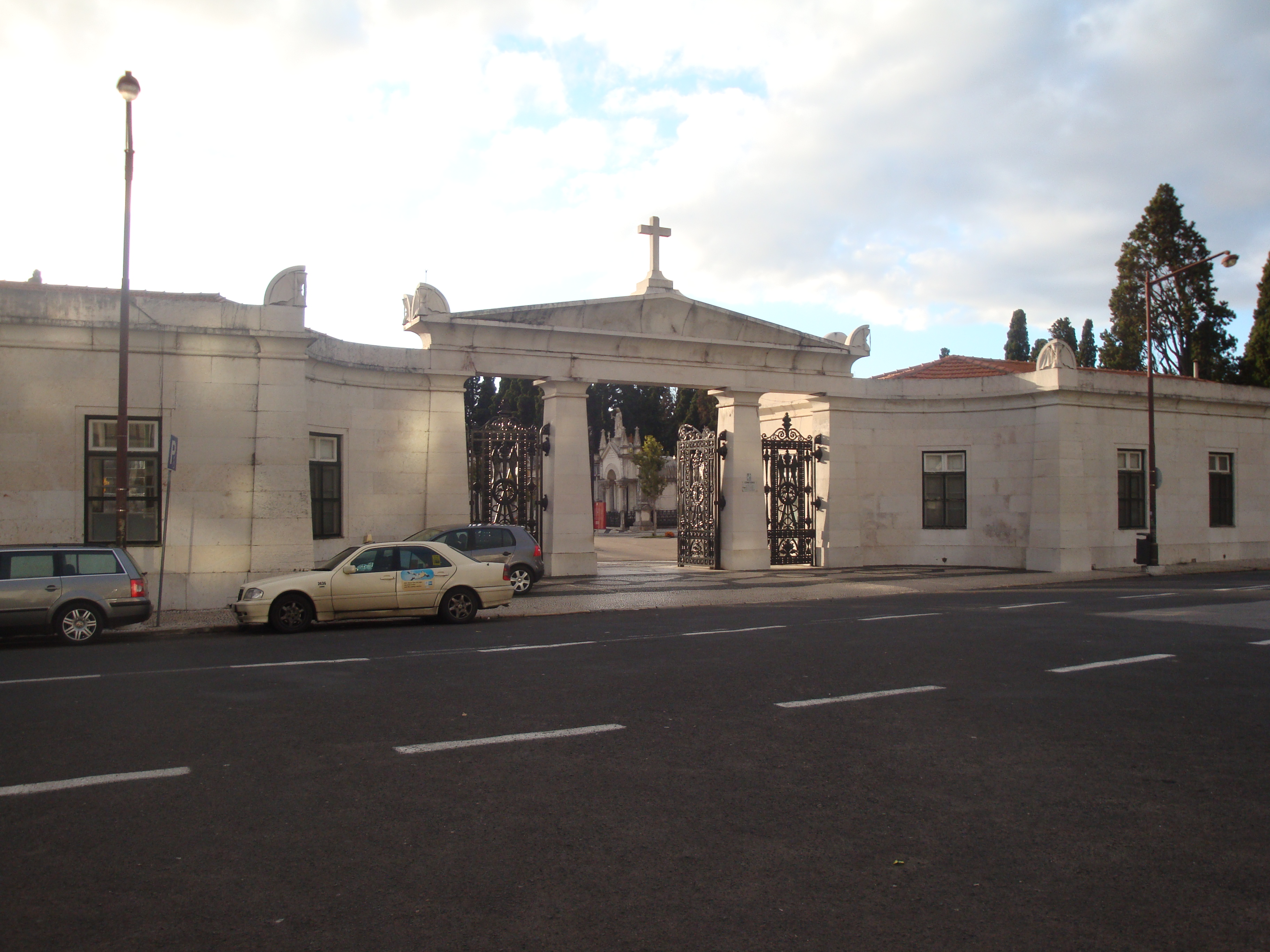
Eingang zum Cemitério dos Prazeres

Der Cemitério dos Prazeres ist ein städtischer Friedhof in der portugiesischen Hauptstadt Lissabon. Er befindet sich in der westlichen Gemeinde („freguesia“) von Estrela. Seinem Haupteingang gegenüber liegt die Endstelle Prazeres der Linie 28 der Straßenbahn Lissabon.

## Geschichte
Der Cemitério dos Prazeres wurde 1833 als öffentlicher Friedhof gebaut, infolge einer Cholera-Epidemie im Juni des Jahres. Sie forderte tausende Tote und zwang die Behörden aus medizinisch-hygienischen Gründen, bis dahin beliebte Begräbnisse neben den meist zentral gelegenen religiösen Einrichtungen nicht mehr zuzulassen. Ein entsprechendes, 1835 erlassenes Gesetz führte zur Anlage öffentlicher Friedhöfe im ganzen Land.
Der Name gibt oft Anlass zu Diskussionen: „Cemitério dos Prazeres“ heißt übersetzt „Friedhof der Freuden“. Der Name geht vermutlich auf ein gleichnamiges Anwesen an dieser Stelle zurück, das in den Jahrzehnten vor dem Friedhofsbau als Ausflugspark diente.

## Charakteristika

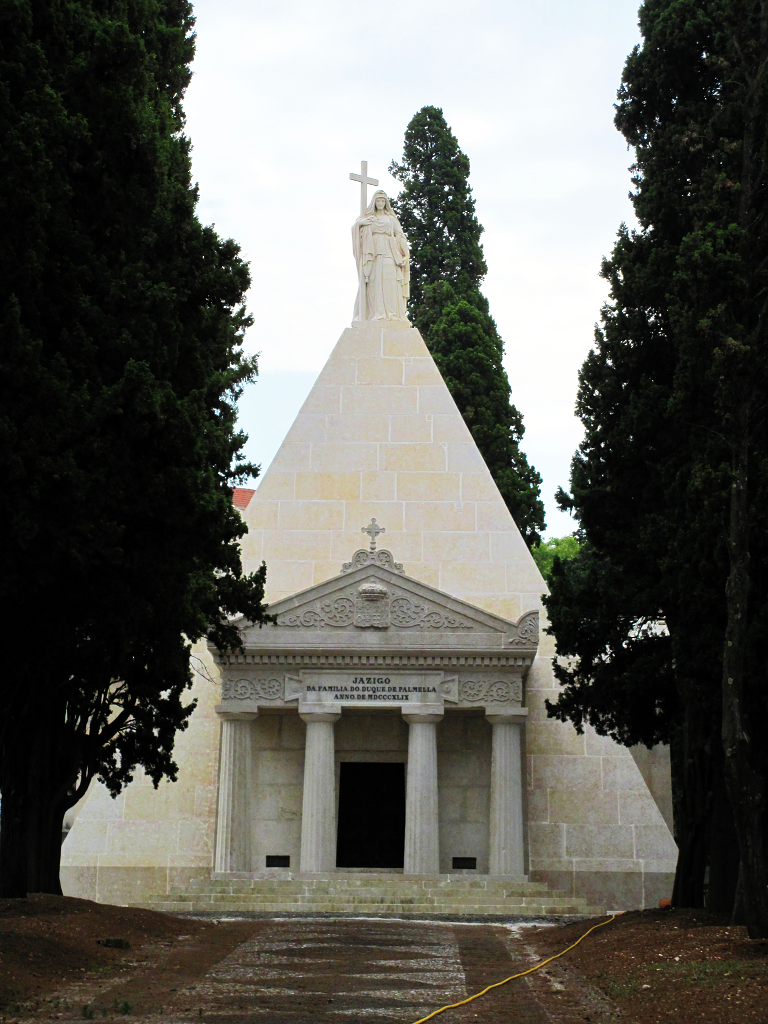
Das Grabmal von Pedro de Sousa Holstein

Im Westen der Stadt gelegen, mit seinen eher aristokratischen und großbürgerlichen Vierteln, spiegeln die Grabmäler sowohl Geschmack als auch materielle Möglichkeiten der Bürger vor allem des 19. Jahrhunderts wider. Symbole verschiedener Glaubensrichtungen, Berufe und Abstammungen finden sich hier, auf Gräbern von Freimaurern, verdienten Staatsdienern und bekannten Kritikern, neben denen einfacher Bürger. Eine Reihe bedeutender Literaten sind hier begraben.
Die Grabmäler bzw. hauptsächlich oberirdischen Grüfte mit frei aufgestellten Särgen („Begräbnisvillen“) sind wie Häuser einer Stadt angeordnet, entsprechend durchziehen etwa 80 Straßen und Alleen schachbrettartig den Friedhof – es gibt auch Bereiche mit Erdbestattung.
Das Familiengrab des Pedro de Sousa Holstein gilt als das größte Familien-Grab Europas. Inspiriert von der Gestaltung des Tempel Salomons und der ägyptischen Pyramiden, sind dort etwa 200 Familienangehörige begraben.
Vor ihrer Überführung in das Nationalpantheon in der Igreja de Santa Engrácia hatten die Fado-Sängerin und Schauspielerin Amália Rodrigues, und der Schriftsteller Aquilino Ribeiro dort ein Grab. Auch der Schriftsteller Fernando Pessoa war hier bestattet, bis zu seiner Überführung 1985 in das Hieronymus-Kloster.

## Gräber bekannter Persönlichkeiten (Auswahl)
- Carlos Lobo de Ávila, Politiker, Journalist, Autor, Außenminister
- Carlos Paredes, Meister der Portugiesischen Gitarre
- Alfredo Marceneiro, Fado-Sänger
- Jorge de Sena, Schriftsteller
- José Cardoso Pires, Schriftsteller
- Mário Cesariny, Maler und Lyriker
- Cesário Verde, Schriftsteller
- Henrique Mitchell de Paiva Couceiro, Politiker und Soldat
- Pedro de Sousa Holstein, Politiker
- José Maria Eça de Queiroz, Schriftsteller
- Columbano Bordalo Pinheiro, Maler
- Lucília do Carmo, Fado-Sängerin
- Henrique Galvão, Militär und Autor
- Artur Semedo, Schauspieler, Produzent und Regisseur
- António Augusto Carvalho Monteiro, Unternehmer (Kaffeebaron in Brasilien) und Freimaurer.

## Galerie

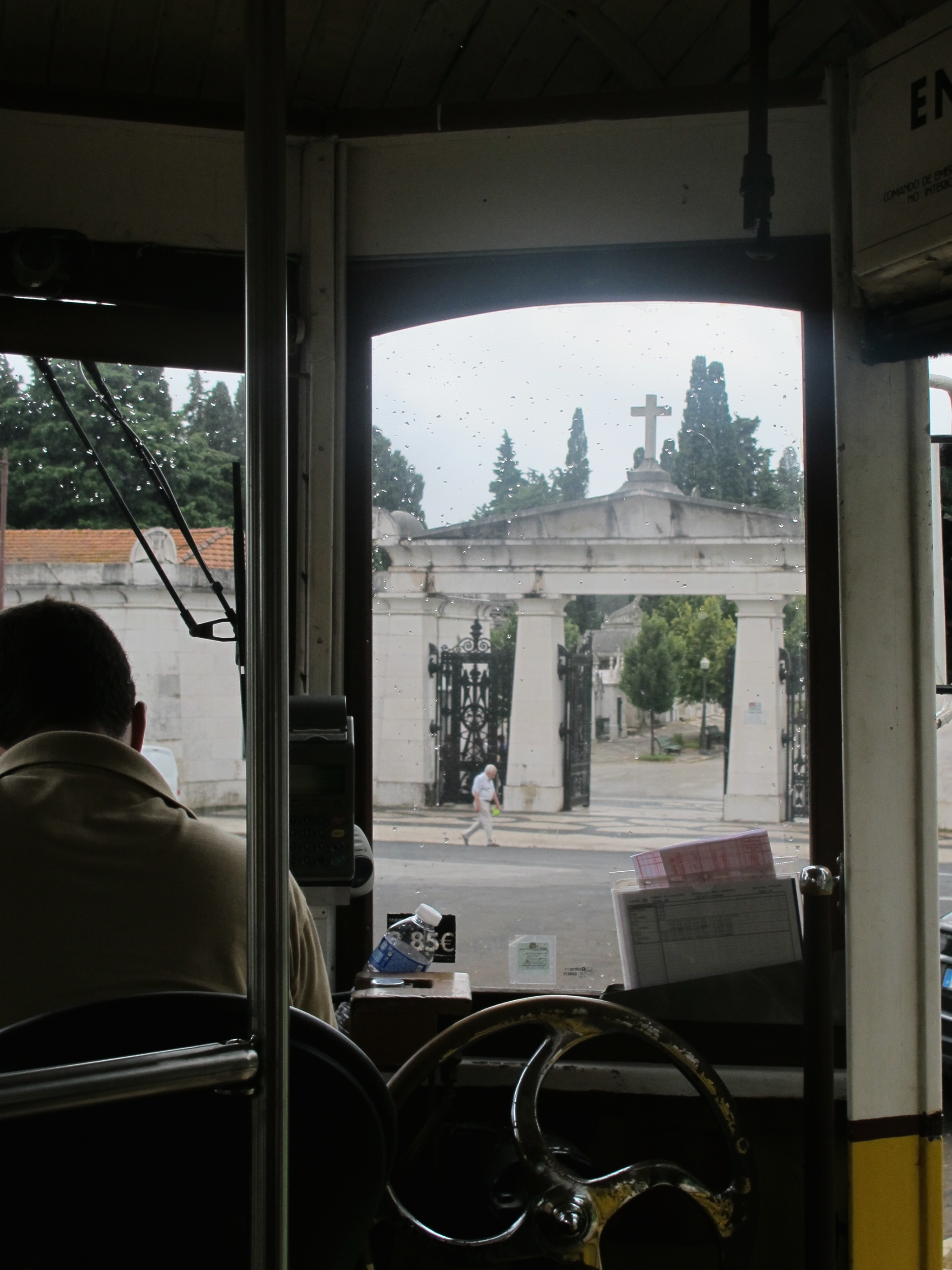
Blick aus der Straßenbahn auf den Friedhofs-Eingang
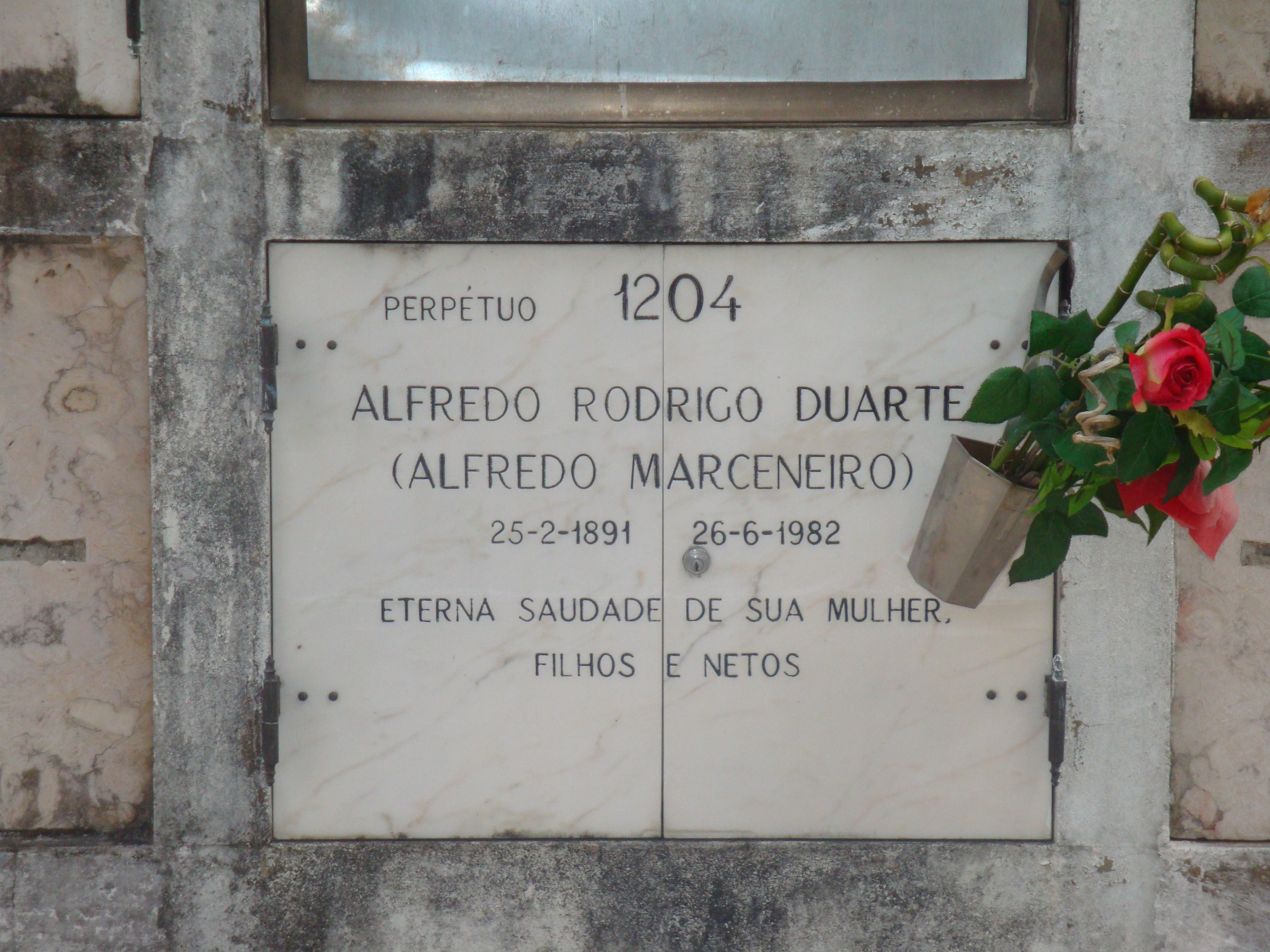
Alfredo Marceneiro
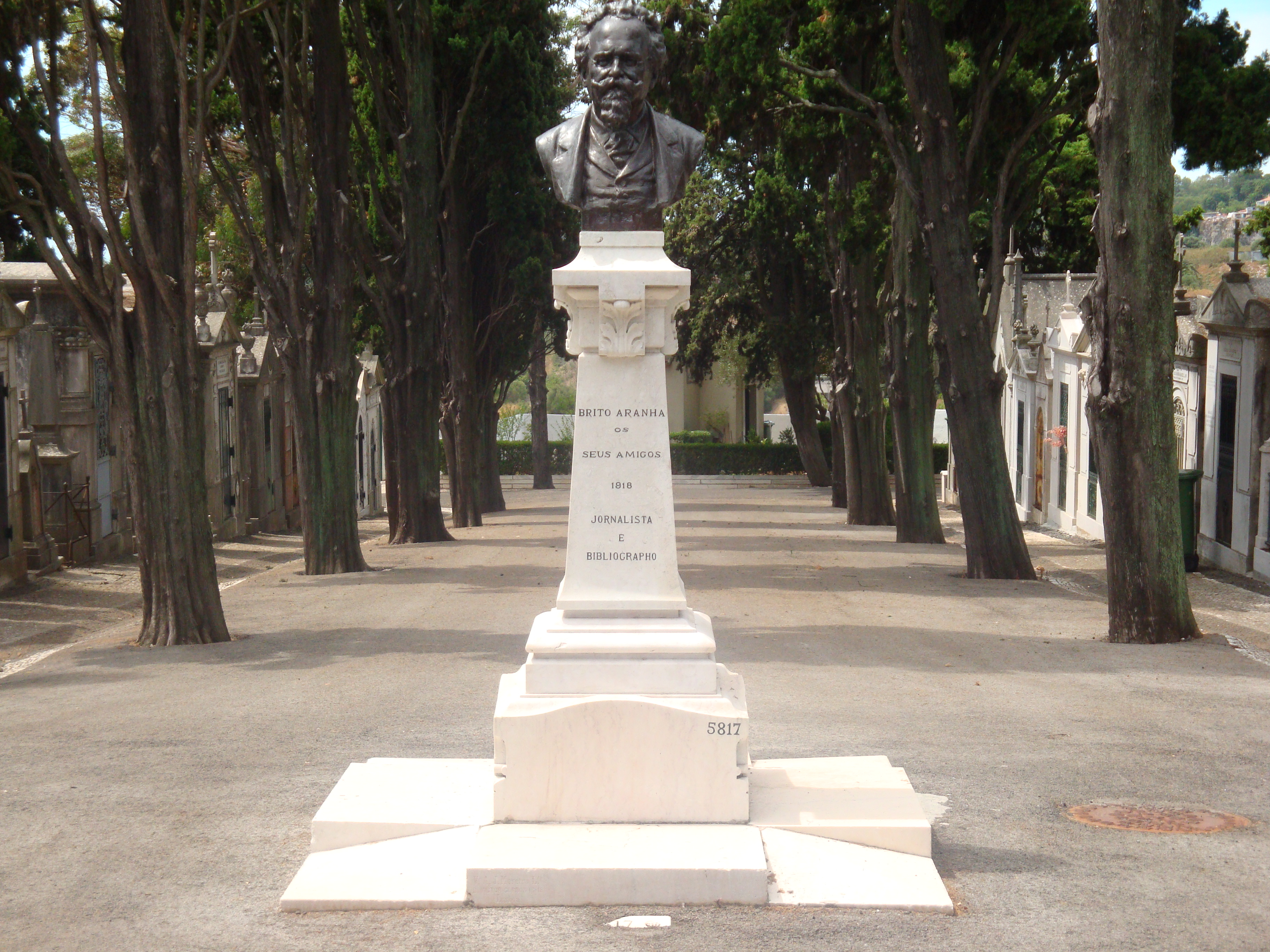
Pedro Wenceslau de Brito
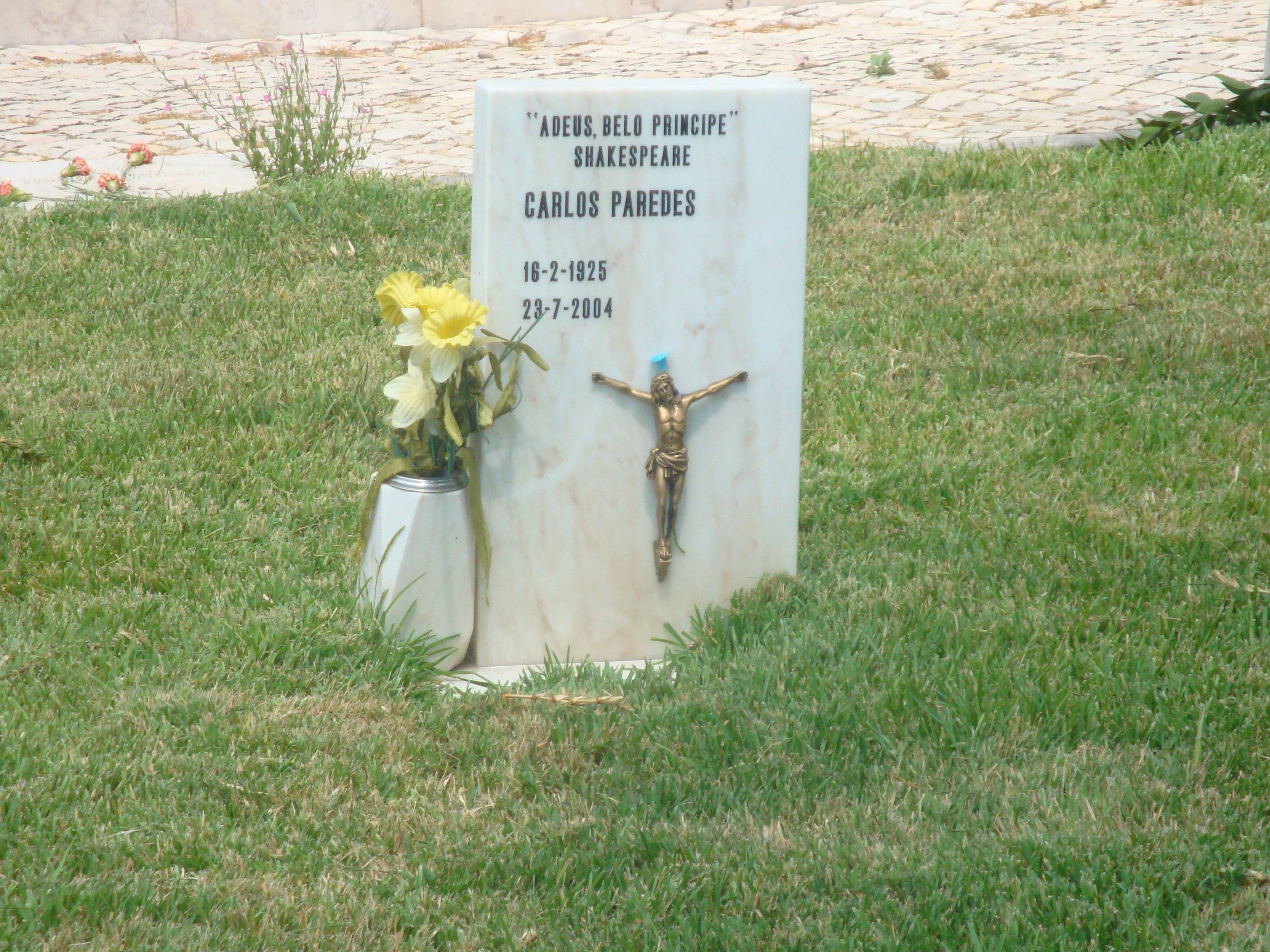
Carlos Paredes
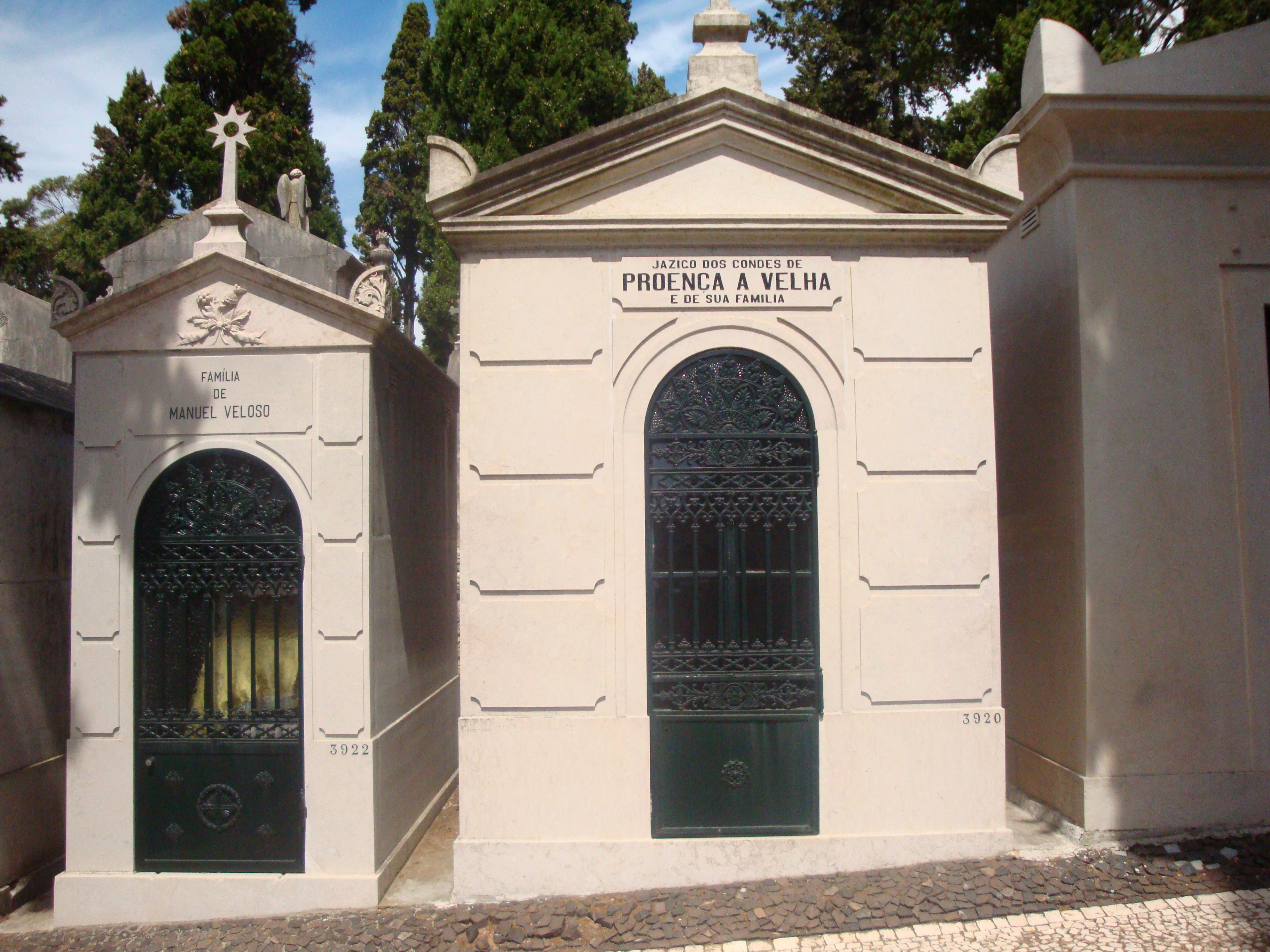
Graf von Proença-a-Velha
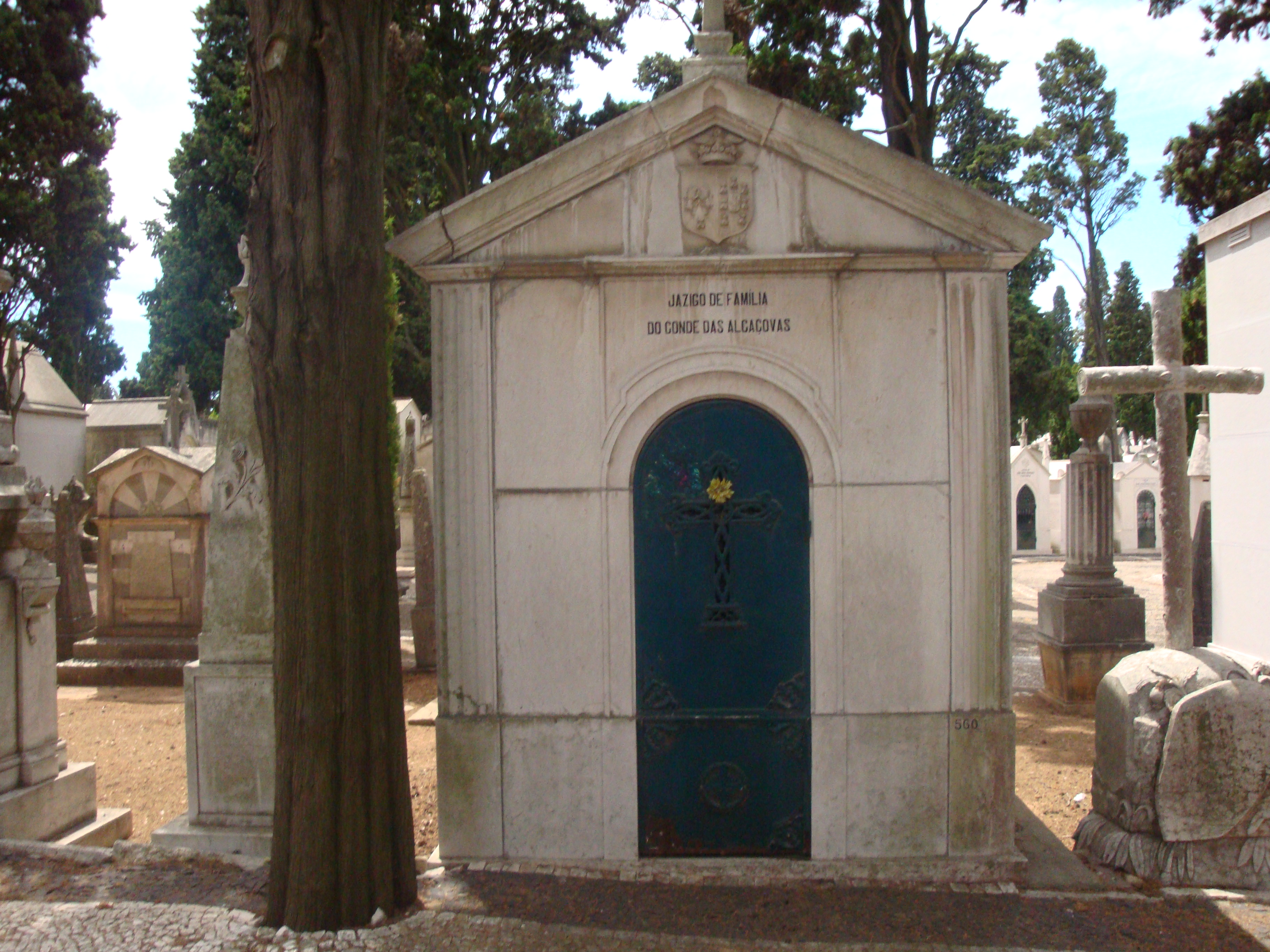
Graf Alcáçovas
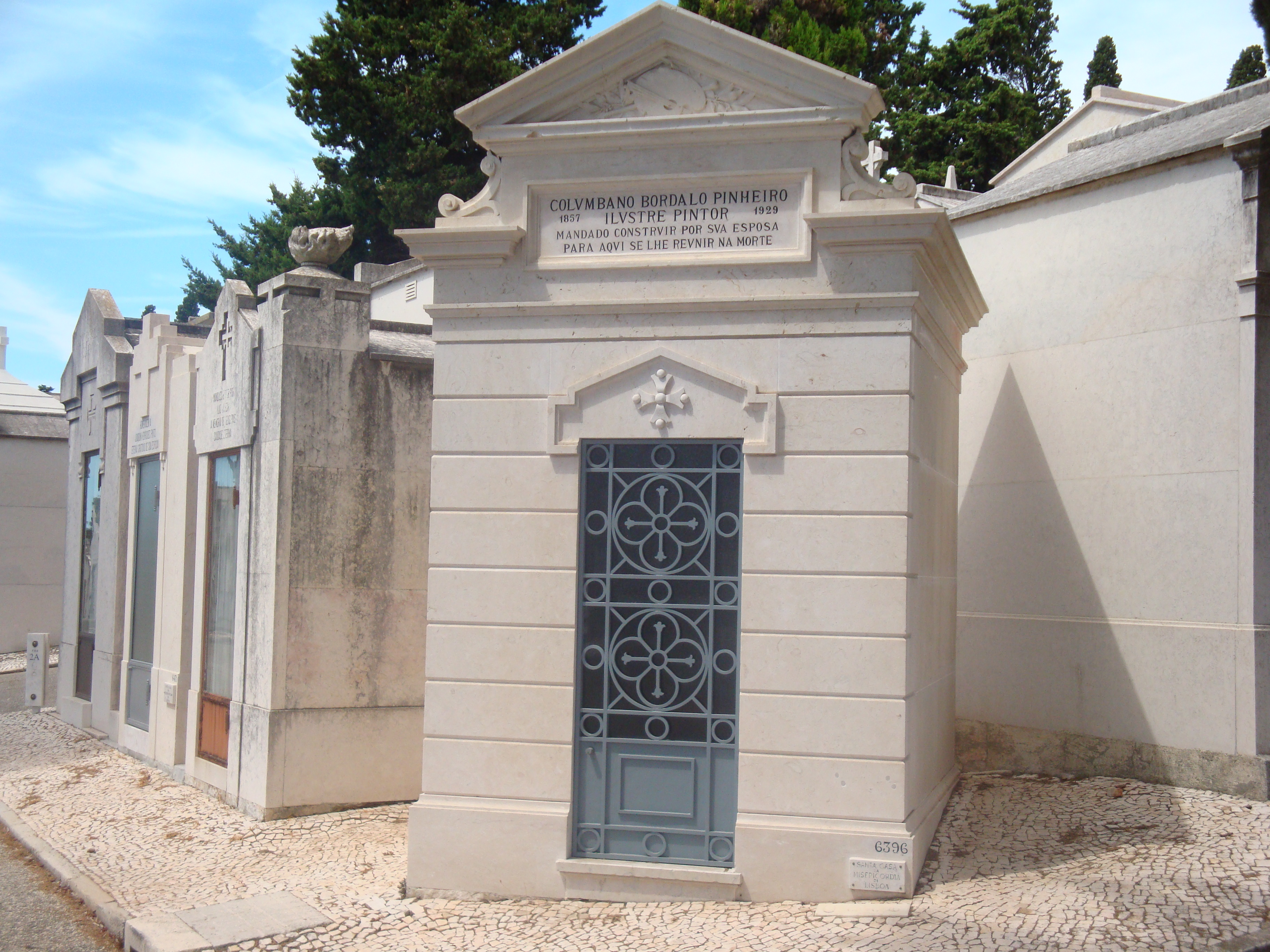
Columbano Bordalo Pinheiro
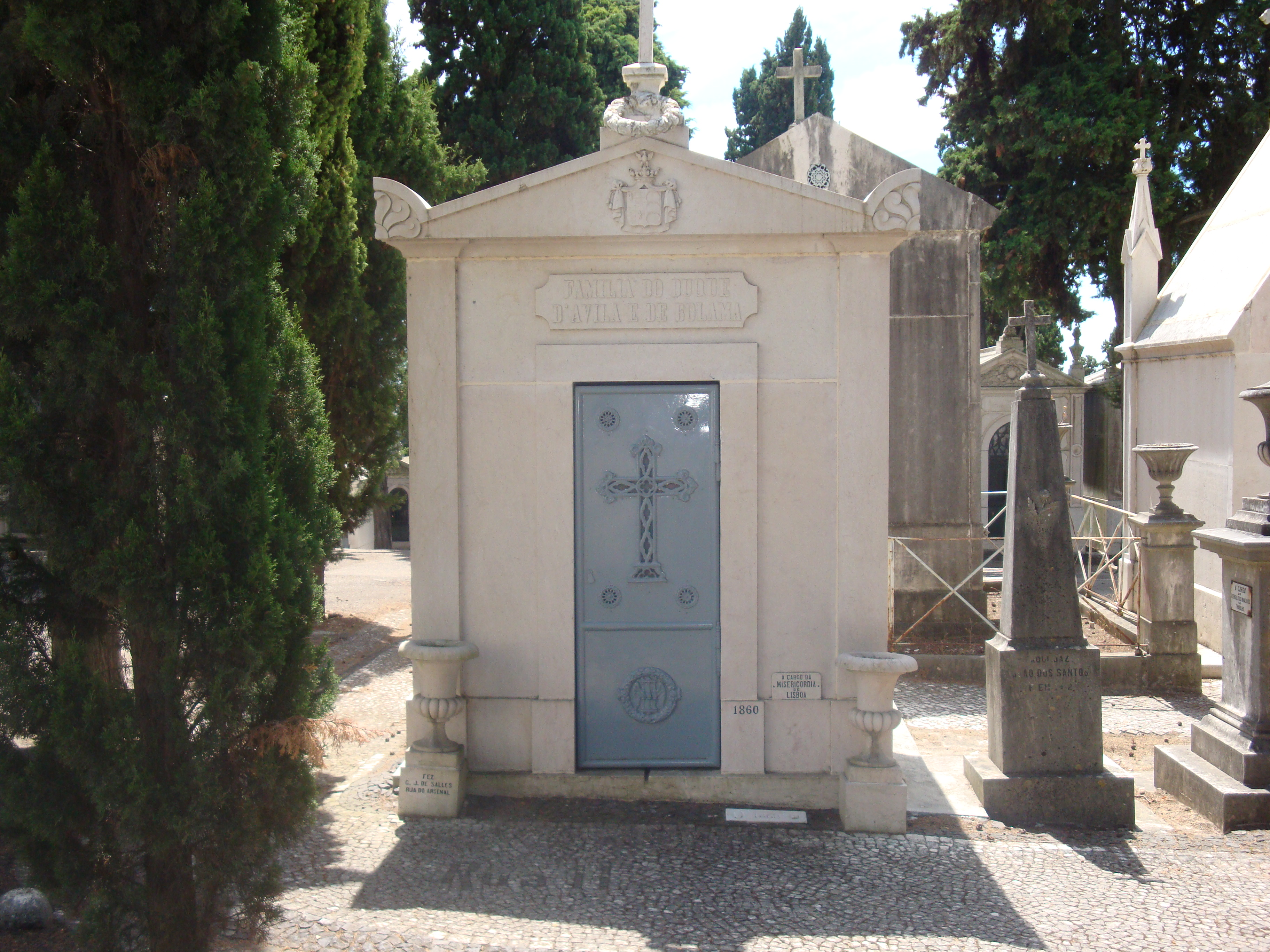
Herzog Avila e Bolama
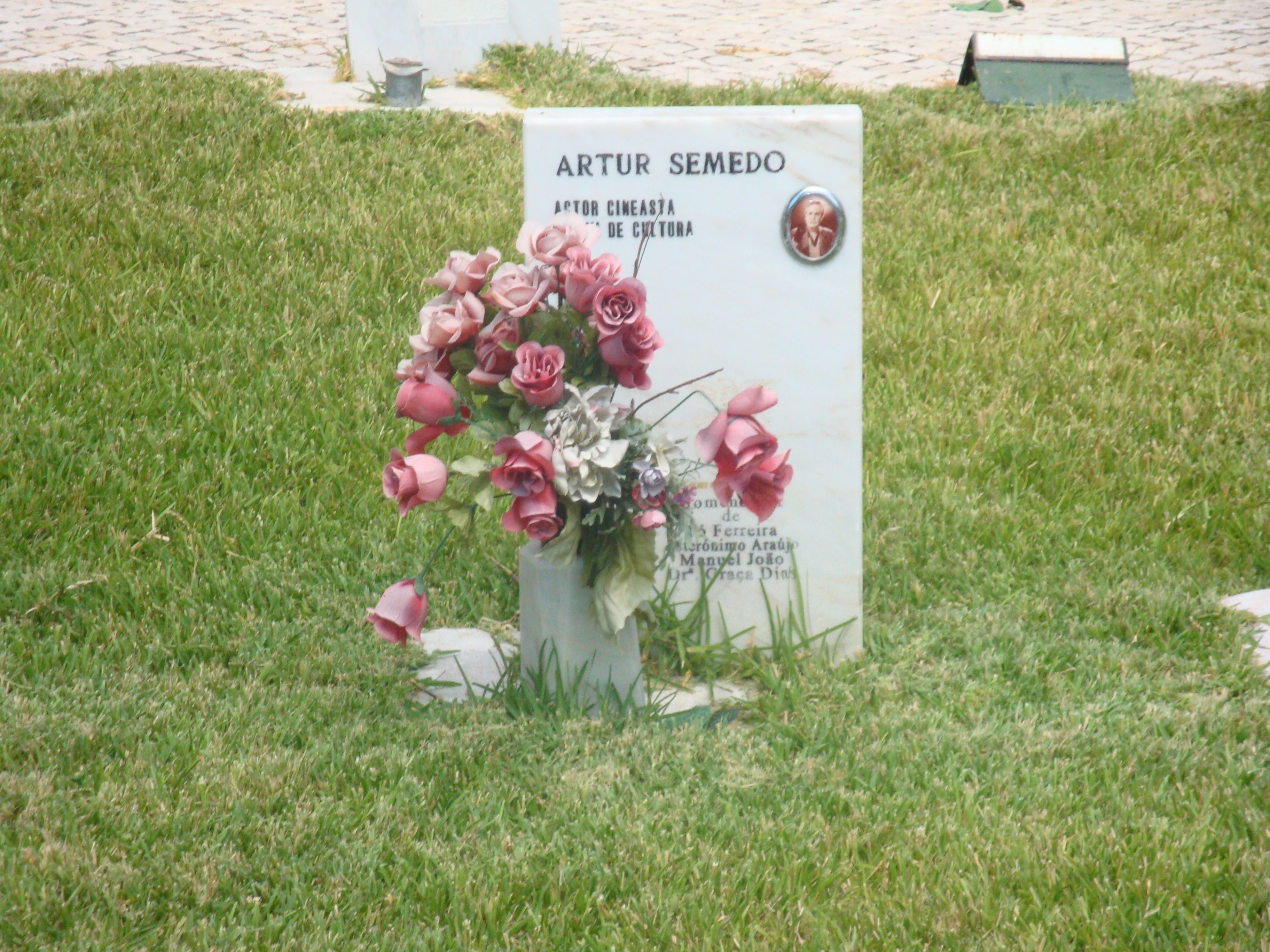
Artur Semedo
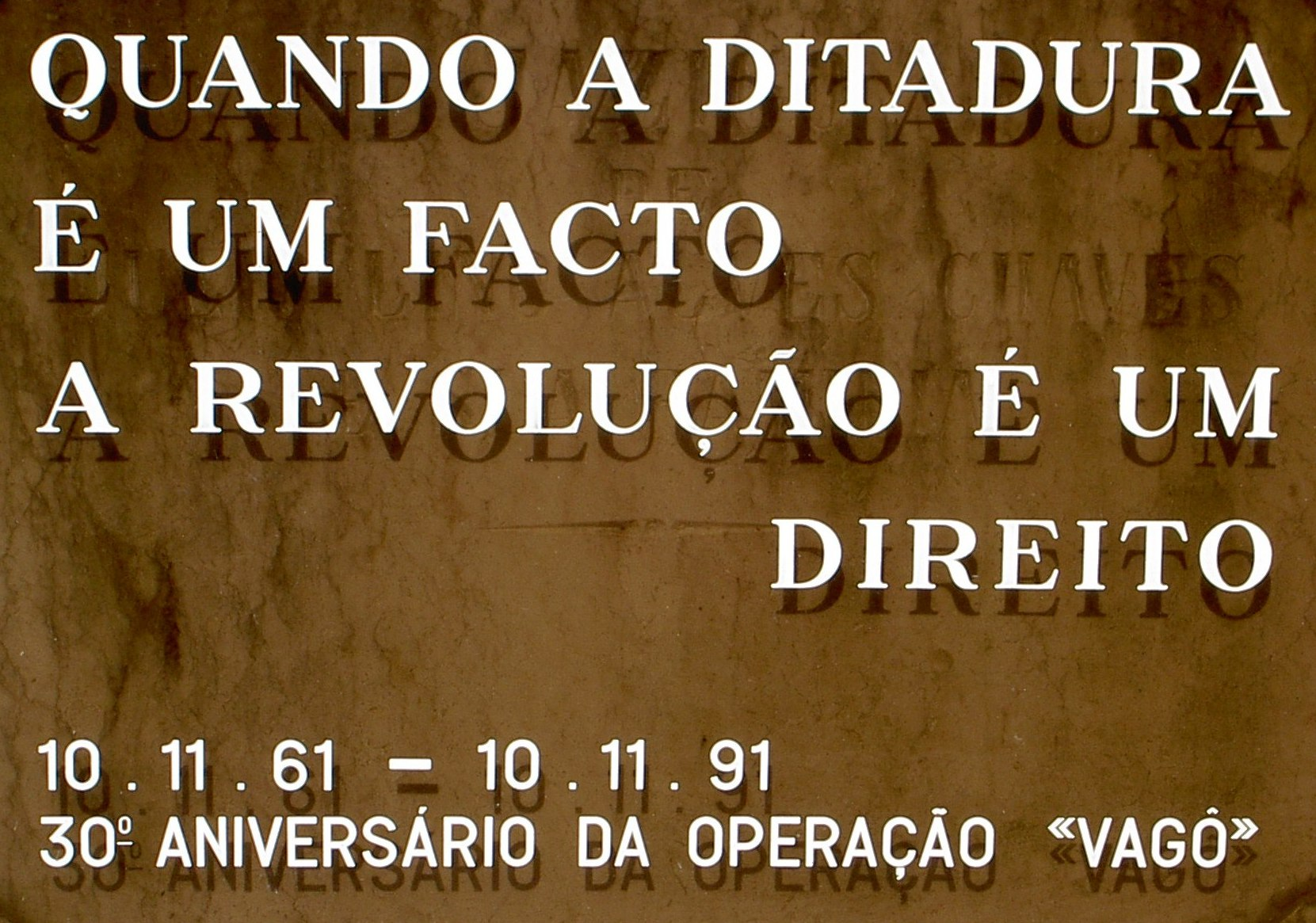
Widerstands-Gedenkstein („Ist die Diktatur Realität, so ist die Revolution ein Recht“)
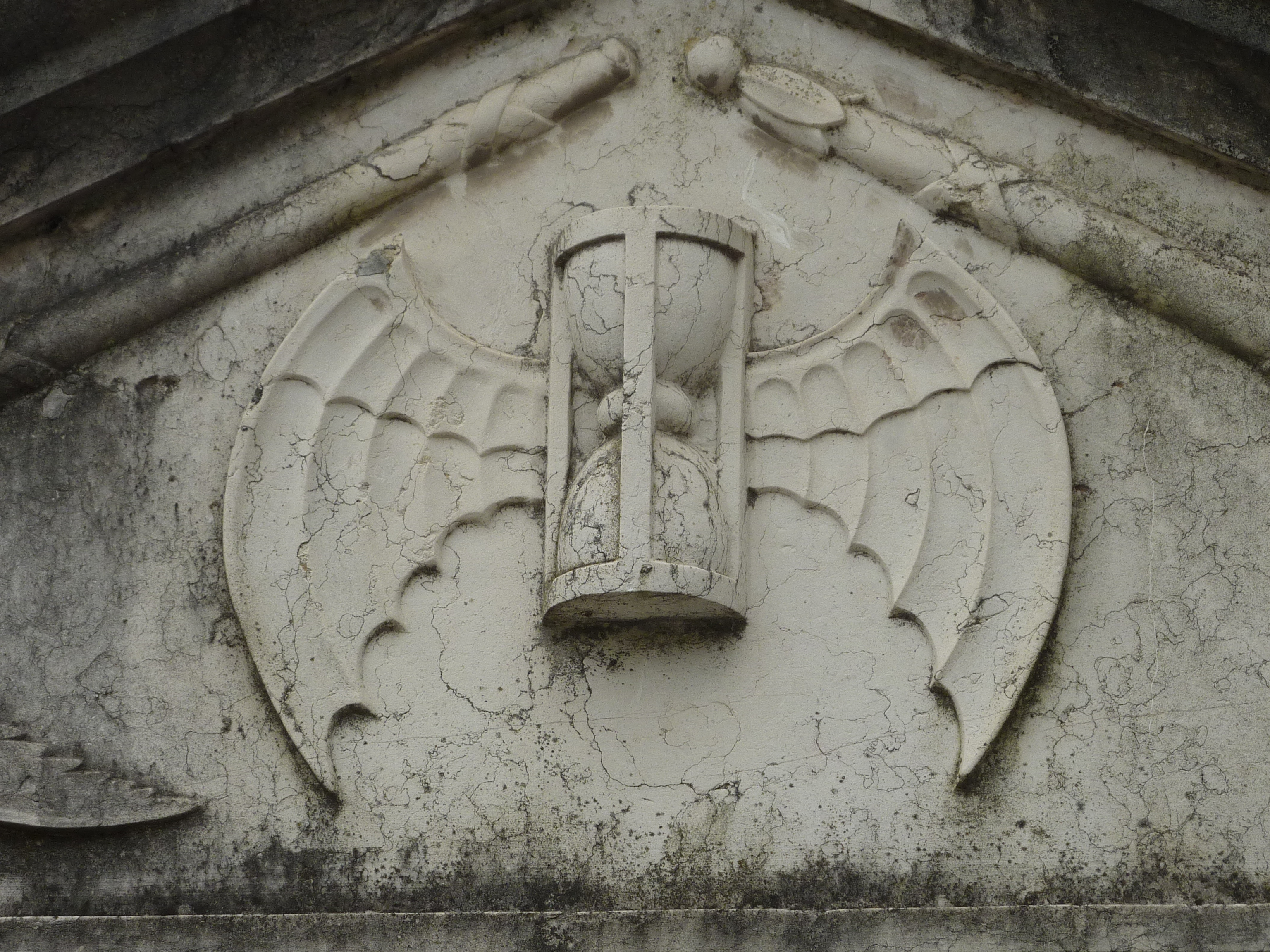
Grabstein-Detail (Sanduhr)
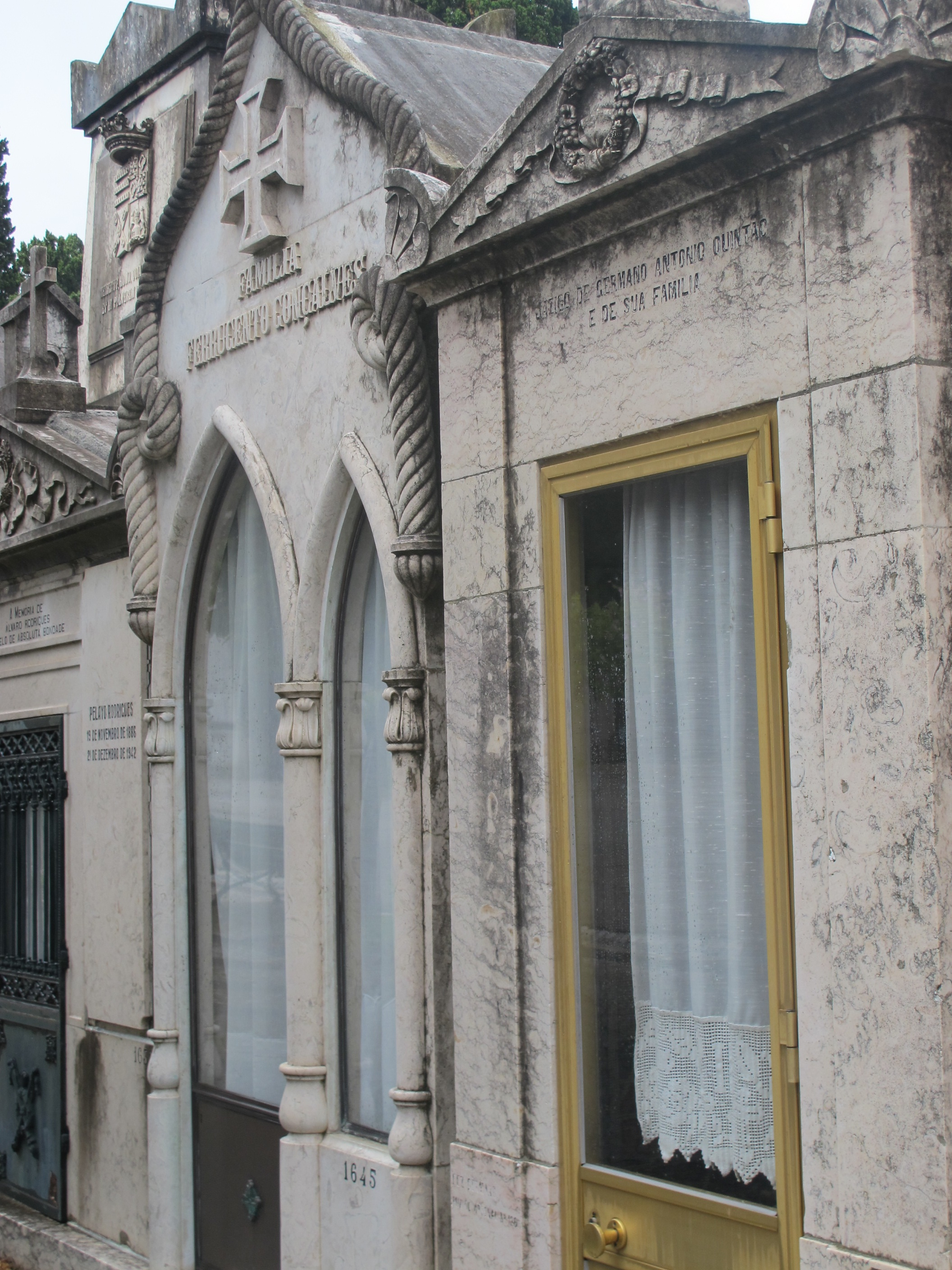
Typische „Begräbnisvillen“
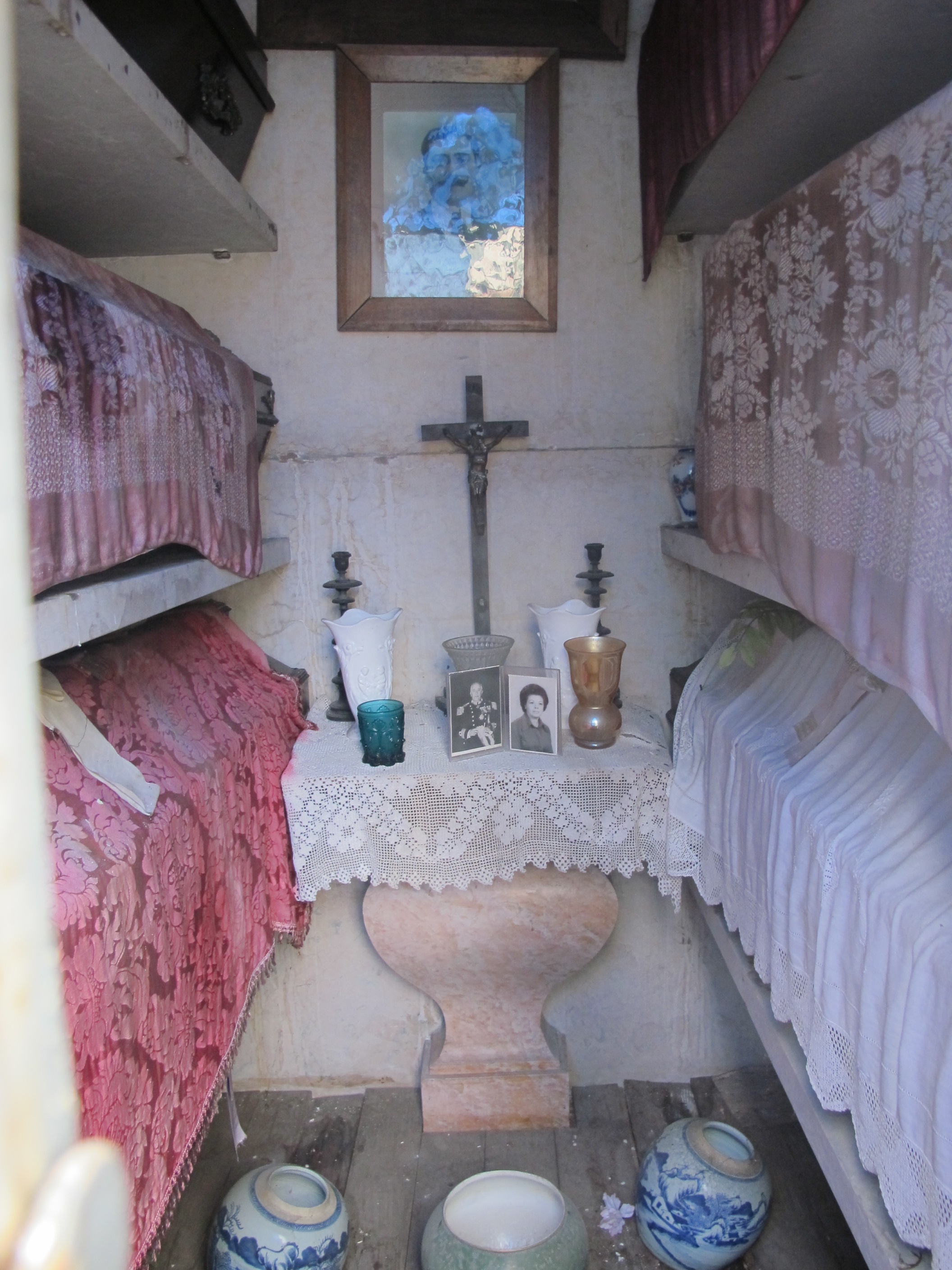
Blick in eine der gut erhaltenen „Begräbnisvillen“
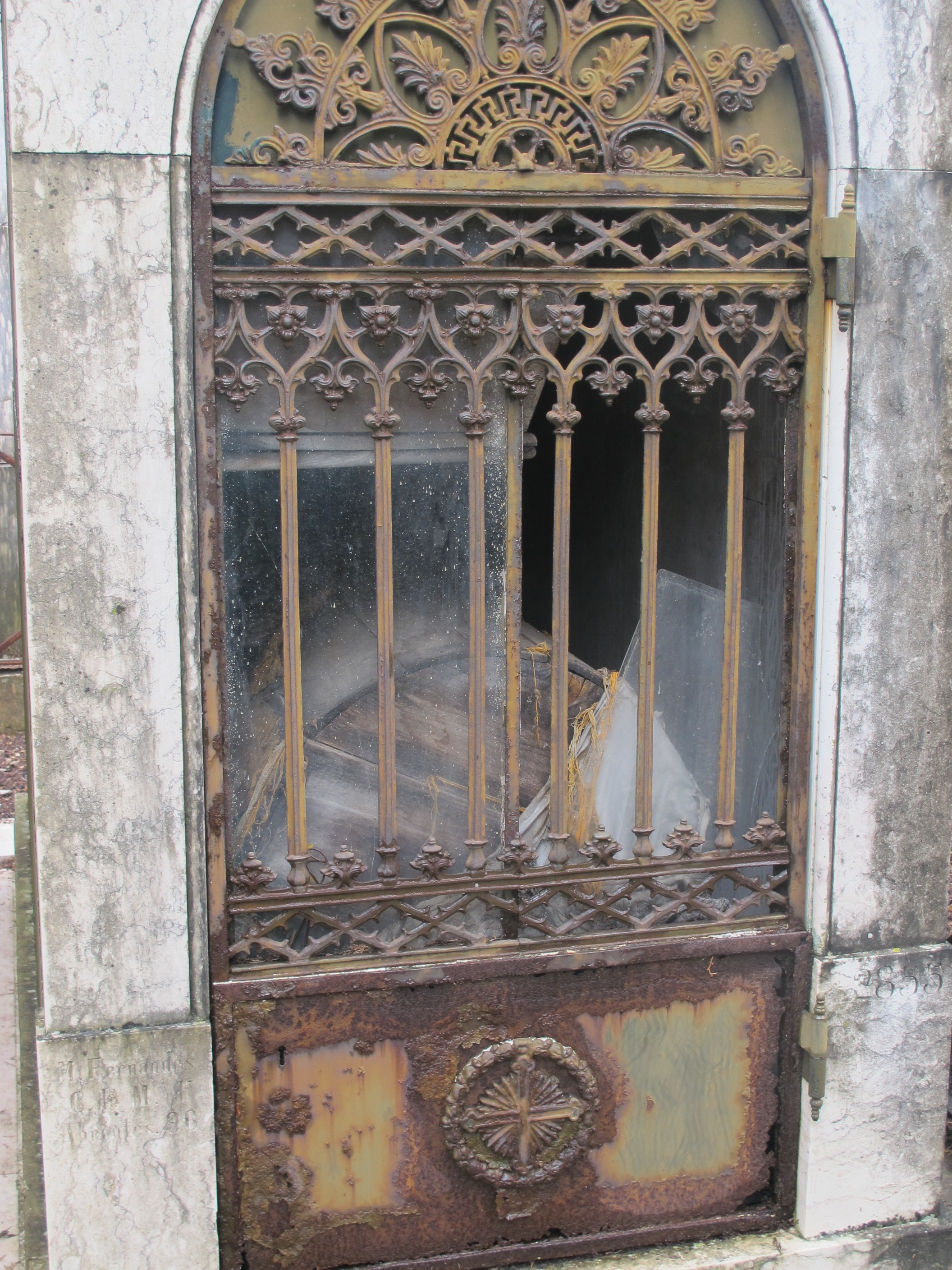
Einige der „Begräbnisvillen“ verfallen zusehends
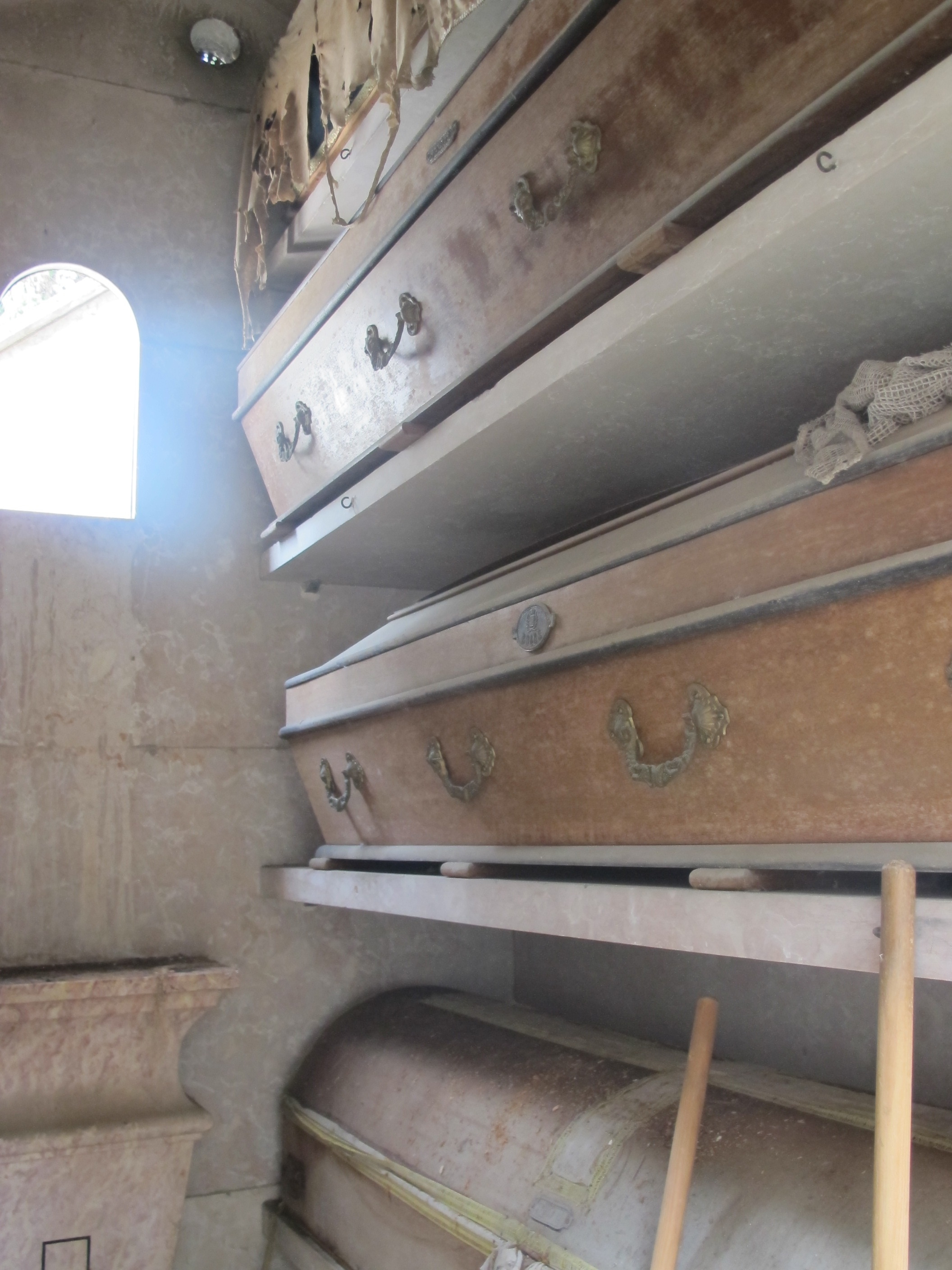
Noch ein Einblick in eine „Begräbnisvilla“
Panorama – Blick zum Eingang